# Cristina Siekavizza
Cristina Siekavizza Molina (Ciudad de Guatemala, 9 de diciembre de 1977-desaparecida en San José Pinula el 6 de julio de 2011) es una mujer desaparecida y posiblemente asesinada en Guatemala desde principios de julio de 2011. Madre de dos niños, su desaparición resultó en una amplia cobertura de noticias nacionales centrada en los temas relacionados con el feminicidio y la impunidad.

## Investigaciones
Originalmente se pensó que el caso era un secuestro y se contrataron investigadores privados para resolver el caso y lograr encontrarla.  Después de varias semanas sin que los presuntos secuestradores llamaran, el caso fue entregado a la Policía Nacional Civil. Cuando los fiscales comenzaron a investigar, encontraron pruebas incriminatorias (rastros de sangre en la casa) contra el esposo de Siekavizza, Roberto Barreda de León. Posteriormente un ama de llaves declaró que hubo una violenta pelea doméstica la noche anterior a la desaparición de la mujer y que había visto su cuerpo sin vida tirado en una de las habitaciones.

## Enjuiciamiento del marido
A principios de agosto, antes de que el ama de llaves pudiera siquiera declarar y mientras aún continuaba la búsqueda de Cristina Siekavizza, Roberto Barreda desapareció repentinamente con los dos hijos de la familia, Roberto José (7 años) y María Mercedes (4 años). Se emitió una orden internacional para su arresto. Mientras tanto, tres personas fueron detenidas bajo la sospecha de haber ayudado al esposo a eliminar las huellas del crimen. El 21 de octubre de 2011, la madre de Barreda, Beatriz Ofelia de León, exmagistrada y expresidenta de la Corte Suprema de Justicia de Guatemala, fue detenida por corrupción de la justicia en el caso Siekavizza al buscar beneficiar a su hijo. Barreda fue finalmente capturado en Mérida, Yucatán (México) y extraditado el 8 de noviembre de 2013 a Guatemala. Desde entonces, sus abogados intentaron constantemente obstruir el curso de la justicia, por lo que siete años después de la desaparición de Siekavizza, el proceso aún estaba por comenzar y el esposo permanecía bajo custodia. En agosto de 2020 se dio a conocer que Barreda había fallecido en el Hospital San Juan de Dios de Guatemala a causa de contraer Covid-19 en julio del mismo año.

## Protestas públicas contra el feminicidio
La desaparición de Siekavizza y su posible asesinato llevaron a los guatemaltecos a exigir justicia frente a una creciente epidemia de feminicidios que estaba ocurriendo en su país. La familia de Siekavizza organizó marchas por toda la ciudad de Guatemala (Obelisco, Avenida Las Américas, carretera a El Salvador y Vista Hermosa) para apoyar a las víctimas de violencia doméstica. El caso de Cristina Siekavizza ha dominado la prensa guatemalteca desde que se conoció la noticia de su desaparición.